# Na krok od nebe
Na krok od nebe (v italském originále Un passo dal cielo) je italský televizní seriál, vysílaný v Itálii na Rai 1 a Rai 1 HD. V prvních sériích hraje Terence Hill hlavní postavu Pietra, velitele lesní stráže v alpském městečku San Candido, do kterého přišel nový komisař, kterého ztvárňuje Enrico Ianniello. Od začátku čtvrté série je Terence Hill nahrazen Danielem Liottim. Jedná se o první televizní seriál, který byl natočen a vysílán v HD na stanici Rai 1 HD. V České republice jej v letech 2021–2024 premiérově uvedla Česká televize.

## Obsazení
- Terence Hill – Pietro
- Daniele Liotti – Francesco Neri
- Enrico Ianniello – Vincenzo Nappi
- Gianmarco Pozzoli – Huber
- Francesco Salvi – Roccia
- Gaia Bermani Amaral – Silvia
- Katia Ricciarelli – Assunta
- Gabriele Rossi – Giorgio
- Claudia Gaffuri – Chiara
- Caterina Shulha – Nataša
- Rocío Muñoz Morales – Eva
- Tommaso Ramenghi – Tommaso
- Alice Bellagamba – Miriam
- Miriam Leone – Astrid
- Giusy Buscemi – Manuela Nappiová
- Pilar Fogliati – Emma Giorgiová
- Fedez – Fedez

## Vysílání
| Řada | Díly | Premiéra v Itálii | Premiéra v Itálii  | Premiéra v ČR      | Premiéra v ČR      |
| Řada | Díly | První díl         | Poslední díl       | První díl          | Poslední díl       |
| ---- | ---- | ----------------- | ------------------ | ------------------ | ------------------ |
| 1    | 12   | 10. dubna 2011    | 17. května 2011    | 20. srpna 2021     | 7. září 2021       |
| 2    | 14   | 14. října 2012    | 29. listopadu 2012 | 8. září 2021       | 6. října 2021      |
| 3    | 18   | 8. ledna 2015     | 16. března 2015    | 7. října 2021      | 11. listopadu 2021 |
| 4    | 18   | 17. ledna 2017    | 21. března 2017    | 15. listopadu 2021 | 4. ledna 2022      |
| 5    | 10   | 12. září 2019     | 14. listopadu 2019 | 5. ledna 2022      | 8. února 2022      |
| 6    | 8    | 1. dubna 2021     | 20. května 2021    | 25. ledna 2023     | 21. února 2023     |
| 7    | 8    | 30. března 2023   | 8. května 2023     | 30. ledna 2024     | 26. února 2024     |
| 8    | 6    | 9. ledna 2025     | 20. února 2025     | bude oznámeno      | bude oznámeno      |